# Bornia geoffroyi
Bornia geoffroyi ist eine Muschel-Art aus der Familie der Lasaeidae. Sie kommt im Mittelmeer und den angrenzenden Meeresgebieten des Nordatlantiks vor.

## Merkmale
Die gleichklappigen, stark geblähten Gehäuse haben eine Länge bis zu 9 mm, eine Höhe von 7,7 mm und eine Dicke von 5,5 mm (Payraudeau gibt eine Länge von 5 bis 6 Linien an, was bei einer Pariser Linie 12,8 bis 13,5 mm entsprechen würde; Gofas gibt bis zu 15 mm Gehäuselänge an). Die Gehäuse sind ungleichseitig, die prosogyren Wirbel sitzen vor der Mittellinie. Die Gehäuse sind im Umriss eiförmig-dreieckig, das Hinterende ist leicht verlängert. Der vordere Dorsalrand ist schwach konkav gewölbt und fällt etwas steiler zum gerundeten Vorderende als der gewölbte hintere Dorsalrand zum etwas enger gerundeten Hinterende. Der Ventralrand ist weit gerundet.
Das Ligament ist innen gut entwickelt. Das Schloss weist in der linken Klappe zwei divergierende Hauptzähne auf, und vermutlich zwei leistenförmige hintere Seitenzähne (nach Gofas, ein Seitenzahn). Die Ligamentgrube verläuft zwischen den beiden Hauptzähnen. Der Hauptzahn vor der Ligamentgrube zeigt nach unten und ist recht kurz. In der rechten Klappe ist nur ein Hauptzahn vorhanden und ein hinterer leistenförmiger, parallel dem Schalenrand verlaufender Seitenzahn.
Die transparente Schale ist sehr dünn und zerbrechlich. Die Oberfläche ist schneeweiß und etwas glänzend. Die Ornamentierung besteht aus feinen konzentrischen Streifen, die sich mit braunen Radiallinien kreuzen. Auf der Außenseite kommen außerdem kleine Grübchen vor. Auf der Innenseite sind mikroskopische Linien ausgebildet.

## Geographische Verbreitung und Lebensraum
Die Art kommt im Mittelmeer und in den angrenzenden Meeresgebieten des Nordatlantiks (bis zur Biskaya) vor.
Die Tiefenverbreitung reicht von der Niedrigwasserlinie bis in etwa 60 Meter Wassertiefe.

## Taxonomie
Das Taxon wurde 1826 von Benjamin Charles Payraudeau als Erycina geoffroyi aufgestellt. Er benannte die Art zu Ehren von Isidore Geoffroy Saint-Hilaire, Mitglied der Societé d'histoire naturelle de Paris. Fritz Nordsieck weist die Art der Gattung Pseudopythina zu und scheidet zwei Unterarten aus: Pseudopythina geoffroyi geoffroyi und Pseudopythina geoffroyi complanata (Philippi, 1836). MolluscaBase stellt die Art zur Gattung Bornia R. A. Philippi, 1836 und bewertet Bornia complanata als jüngeres, subjektives Synonym von Bornia geoffroyi Payraudeau, 1826.
Nach Zettler und Hoffman sollte die Art allerdings in einer anderen Gattung als Bornia Philippi, 1836 platziert werden, da das Schloss von der Typusart abweicht, und das Gehäuse außerdem viel größer ist als bei den anderen Bornia-Arten ist.